# Paul Williams (calciatore 1965)
Paul Anthony Williams (Stratford, 16 agosto 1965) è un ex calciatore inglese, di ruolo attaccante.

## Carriera

### Club
Dopo aver giocato per alcuni anni in vari club semiprofessionistici della Southern Football League (sesta divisione inglese), nell'estate del 1987 passa per 12 000 sterline al Charlton, club di prima divisione, con cui nella stagione 1987-1988 all'età di 22 anni esordisce tra i professionisti; gioca in realtà le sue prime partite da professionista al Brentford, club di terza divisione in cui gioca in prestito dall'ottobre dal dicembre del 1987, mettendo a segno 3 reti in 7 presenze: torna quindi al Charlton, dove rimane fino all'estate del 1990, quando il club retrocede in seconda divisione. In 3 stagioni con gli Addicks Williams realizza 23 reti in 83 partite di campionato, e la sua miglior stagione è la 1988-1989, nella quale realizza 13 reti in campionato.
Il 15 agosto 1990 passa per 700 000 sterline allo Sheffield Weds, altro club di seconda divisione, con cui nella stagione 1990-1991 conquista una promozione in prima divisione e vince la Coppa di Lega; rimane nel club anche nella stagione 1991-1992, conclusa con un terzo posto in classifica nel campionato di prima divisione, a cui contribuisce con 9 reti in 40 presenze. Dopo complessive 25 reti in 73 partite di campionato (tra cui una rete in 7 presenze nelle prime settimane della stagione 1992-1993), Williams viene ceduto in uno scambio con Mark Bright al Crystal Palace, con cui nella stagione 1992-1993 gioca ulteriori 18 partite e retrocede dalla prima alla seconda divisione, categoria nella quale gioca nella stagione 1993-1994, conclusa con la vittoria del campionato, a cui contribuisce mettendo a segno 7 reti in 24 presenze; rimane ai Glaziers anche nei primi mesi della stagione 1994-1995, trascorsi nuovamente in prima divisione, categoria nella quale gioca ulteriori 4 partite: conclude però la stagione 1994-1995 giocando in prestito prima al Sunderland (3 presenze in seconda divisione tra il gennaio ed il febbraio del 1995) e poi al Birmingham City (11 presenze sempre in terza divisione tra il febbraio del 1995 ed il termine della stagione), con cui conquista una promozione in seconda divisione e vince il Football League Trophy.
Nell'estate del 1995 fa ritorno al Charlton, con cui gioca 9 partite in seconda divisione; conclude però la stagione 1995-1996 giocando 9 partite in quarta divisione al Torquay Utd, a cui viene ceduto in prestito a partire dal 28 marzo 1996 fino al termine della stagione, che si conclude con la retrocessione del club in Football Conference (quinta divisione e più alto livello calcistico inglese al di fuori della Football League). Dal 1996 al 1998 è invece al Southend Utd, dove pur non giocando con continuità anche a causa di alcuni infortuni (totalizza infatti 40 partite di campionato nell'arco di due stagioni) riesce quantomeno a segnare complessive 8 reti, dopo un anno e mezzo senza nessuna rete in partite di campionato; dopo la doppia retrocessione dalla seconda alla quarta divisione del club, rimane svincolato. Nell'estate del 1998 passa ai semiprofessionisti del Canvey Island, con cui nella stagione 1998-1999 vince la Division One della Isthmian League (settima divisione), trascorrendo poi la stagione 1999-2000, l'ultima della sua carriera, in Isthmian League (sesta divisione); nell'arco delle 2 stagioni di permanenza del club vince inoltre altrettante Essex Senior Cup. Si ritira al termine della stagione 2001-2002, dopo un biennio trascorso giocando nei dilettanti del Bowers.

### Nazionale
Nel 1989 ha realizzato 3 reti in 4 partite nella nazionale inglese Under-21. In seguito tra il 1989 ed il 1990 ha anche giocato 3 partite nella nazionale B.

## Palmarès

### Club

#### Competizioni nazionali
- Coppa di Lega inglese: 1

Sheffield Wednesday: 1990-1991
- Campionato inglese di seconda divisione: 1

Crystal Palace: 1993-1994
- Football League Trophy: 1

Birmingham City: 1994-1995

#### Competizioni regionali
- Isthmian League Division One: 1

Canvey Island: 1998-1999
- Essex Senior Cup: 2

Canvey Island: 1998-1999, 1999-2000